# Trucks & Trailers
Truck & Trailers je kamionový simulátor od SCS Software.

## Hra
Zatímco u předchozích her, jakými jsou například German Truck Simulator či Euro Truck Simulator, jezdí hráč mezi jednotlivými místy, v Truck & Trailers se po většinu hry u těchto míst (skladiště, čerpací stanice, překladiště…) pouze parkuje. Mise spočívající v přeparkovávání návěsů jsou pak proloženy závody kamionů; většina misí je časově omezena.
Oproti předchozím hrám zde také přibyla možnost vyklonění se dozadu z bočního okénka. Tím se ostatní pohledy posunuly (druhý na třetí, třetí na čtvrtý atd.)

### Trucky
- Scania R
- Daf XF
- Man TGX
- Volvo FH16
- Renault Magnum
- Iveco Stralis
- Mercedes Actros